# Sphenoraia yajiangensis
Sphenoraia yajiangensis is een keversoort uit de familie bladkevers (Chrysomelidae). De wetenschappelijke naam van de soort werd in 1992 gepubliceerd door Jiang.